# Рубльова Наталія Степанівна
Наталія Степанівна Рубльова — український науковець, спеціаліст з історії XX століття. Кандидат історичних наук (1999). Старший науковий співробітник відділу етнополітології Інституту політичних і етнонаціональних досліджень НАНУ. Сфера наукових досліджень — державно-церковні відносини, вплив католицизму на етнополітичні процеси в Україні.

## Дисертація
- Кандидат історичних наук: «Політика радянської влади щодо Римо-католицької церкви в Україні, 20-30-ті роки ХХ ст.» (Інститут історії України, 1999[1])

## Праці

### Збірники документів
- Polacy na Ukrainie: Zbiór dokumentów. Cz. 1: Lata 1917—1939. T. 2 / Pod red. S. Stepnia. — Przemyśl: Południowo-Wschodni Instytut Naukowy, 1999. — 248 s. (Упорядник, член редколегії).
- Polacy na Ukrainie: Zbiór dokumentów. Cz. 1: Lata 1917—1939. T. 3 / Pod red. S. Stepnia. — Przemyśl: Południowo-Wschodni Instytut Naukowy, 2002. — 220 s. (Упорядник, член редколегії).
- Влада і Костьол в радянській Україні, 1919—1937 рр.: Римо-католицька церква під репресивним тиском тоталітаризму: Збірник документів і матеріалів //З архівів ВУЧК-ГПУ-НКВД-КГБ. — 2003. — № 2 (21). — Спецвипуск. — 508 с. (Упорядник, автор передмови і коментарів).

### Статті
- До проблеми національної ідентичності католиків сучасної України // Національна інтеграція в полікультурному суспільстві: український досвід 1991—2000 років /Збірник. Відп. ред. І. Ф. Курас, О. М. Майборода. — К.: Інститут політичних та етнонаціональних досліджень НАН України, 2002. (1,2 обл.-вид. арк.).
- Наступ на Лавру // Пам'ятки України: історія і культура. — 2003. — № 1-2. (1,1 обл.-вид. арк.).
- Українська революція і Костьол // Історіографічні дослідження в Україні. — К.: НАН України. Інститут історії України НАН України, 2003.- Вип. 13: У 2-х ч.: Україна — Польща: історія і сучасність: Зб. наук. праць і спогадів пам'яті П. М. Калениченка (1923—1983). — Ч. 1. (1,75 обл.-вид. арк.).
- Німці-католики в політичних, національних і релігійних процесах Криму XX ст. // Проблеми інтеграції кримських репатріантів в українське суспільство. Матеріали Всеукраїнської науково-практичної конференції. Київ, 13-14 травня 2004 р. — К.: Світогляд, 2004. (0,6 обл.-вид. арк.).
- Автодафе житомирського ксьондза // Війни і мир, або «Українці-поляки: брати/вороги, сусіди…». — К.: Вид-во АТЗТ «Українська прес-група», 2004. (0,9 обл.-вид. арк.), а також польськомовний варіант у книзі: Wojny a Pokoj. Ukraincy i Polacy: bracia/ wrogowie, sasiedzi… — K.: Wyd-wo SAZ «Ukrainska Grupa Prasowa».
- Римсько-католицька церква в Україні, 1914-1920-ті роки: статус, структура, ієрархія, клір // Держави, суспільства, культури. Схід і Захід. / Збірник на пошану Ярослава Пеленського. — Нью-Йорк: Вид-во Росс, 2004. — С. 989—1011 (1,1 обл.-вид. арк.).
- Represje władz Ukrainy radzieckiej wobec duchowieństwa rzymskokatolickiego w okresie międzywojennym // Przegląd Wschodni. — 2004. — T. IX. — Z. 2 (34) Warszawa: Studium Europy Wschodniej Uniwersytetu Warszawskiego. (1,1 обл.-вид. арк.).
- Der letzte Pater der Diozese Tiraspol: Michael Kohler (1897—1983). — Band 4.- Ausgabe 2004/2005. — Nurnberg-Munchen-Großburgwedel (0,81 обл.-вид. арк.).

### Статті у співавторстві
- Конфесійний чинник сучасного русинського націоналізму в українському Закарпатті // Історичний журнал. — 2003. — № 4-5. (1,0 обл.-вид. арк., співавтор — О. М. Майборода).
- Le facteur religieux dans le nationalisme ruthene // Revue d'Etudes comparatives Est-Ouest, vol. 35, n? 4, decembre 2004. (1,0 обл.-вид. арк., співавтор — О. М. Майборода).

### Статті в енциклопедичних виданнях
- Бенедикт XV // Енциклопедія історії України. — Т. 1 / Ін-т історії України НАН України. — К.: Наук. думка, 2003. (0,1 обл.-вид. арк.).
- Будка Никита // Енциклопедія історії України
- Волш Едмунд // Енциклопедія історії України
- Дженоккі Джованні // Енциклопедія історії України. — Т. 2 / Ін-т історії України НАН України. — К.: Наук. думка, 2004. (0,1 обл.-вид. арк.).
- Дієцезія // Енциклопедія історії України
- Дуб-Дубовський Ігнаци // Енциклопедія історії України
- Духовні навчальні заклади // Енциклопедія історії України